# Santa Croya de Tera
Santa Croya de Tera ist ein nordwestspanischer Ort und eine Gemeinde (municipio) mit nur noch 260 Einwohnern (Stand: 2024) im Süden der Provinz Zamora in der Autonomen Gemeinschaft Kastilien-León. 

## Lage und Klima
Santa Croya de Tera liegt am westlichen Rand der Kastilischen Hochebene (Meseta Iberica) in einer Höhe von ca. 730 m. Der Río Tera begrenzt die Gemeinde im Norden. Die Provinzhauptstadt Zamora ist gut 60 Kilometer (Fahrtstrecke) in südsüdöstlicher Richtung entfernt. 
Das gemäßigte Kontinentalklima wird nur selten vom Atlantik beeinflusst.

## Bevölkerungsentwicklung
| Jahr      | 1970 | 1981 | 1991 | 2001 | 2011 | 2021 |
| Einwohner | 645  | 618  | 573  | 473  | 358  | 290  |

## Sehenswürdigkeiten

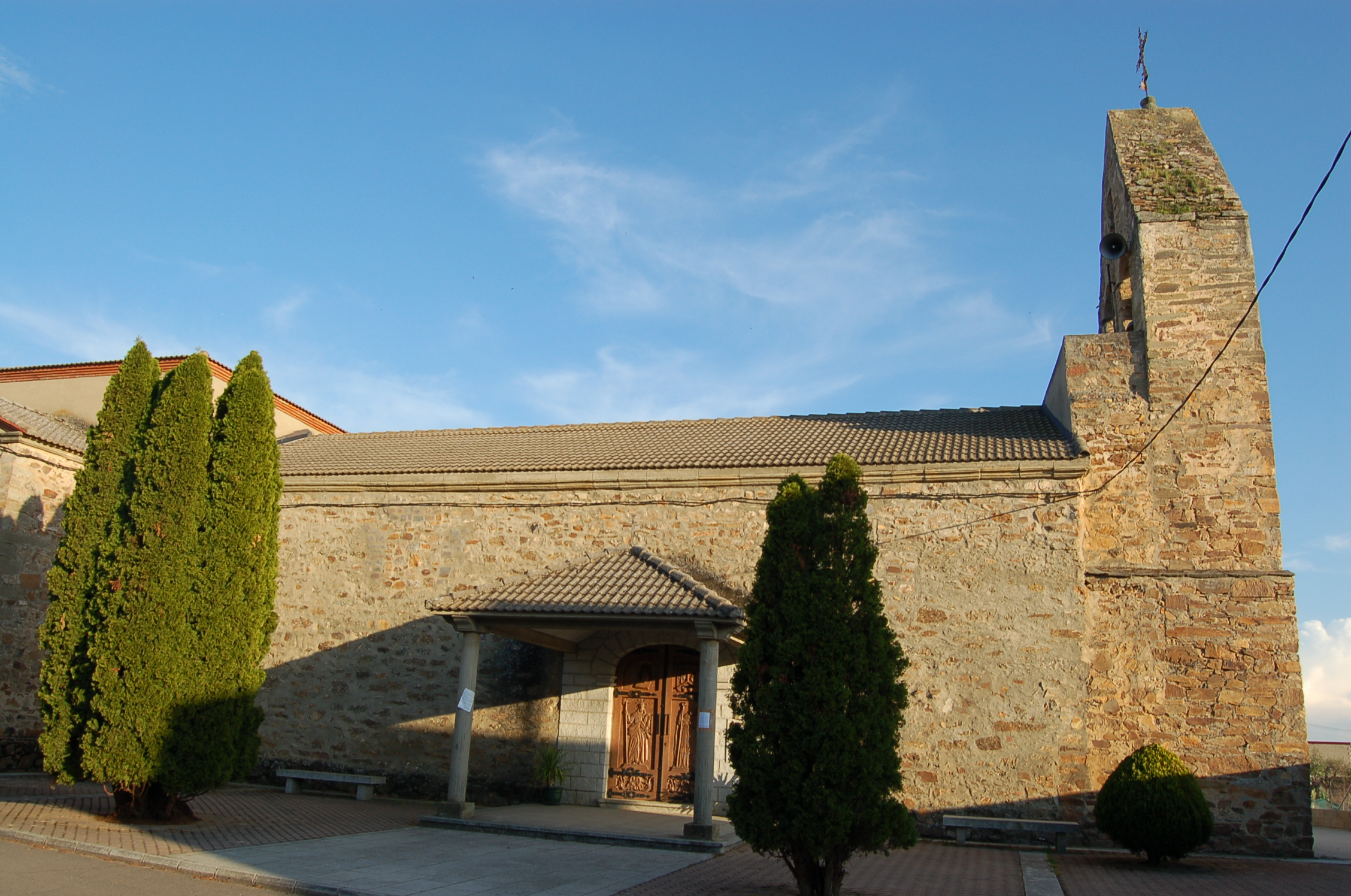
Thomaskirche
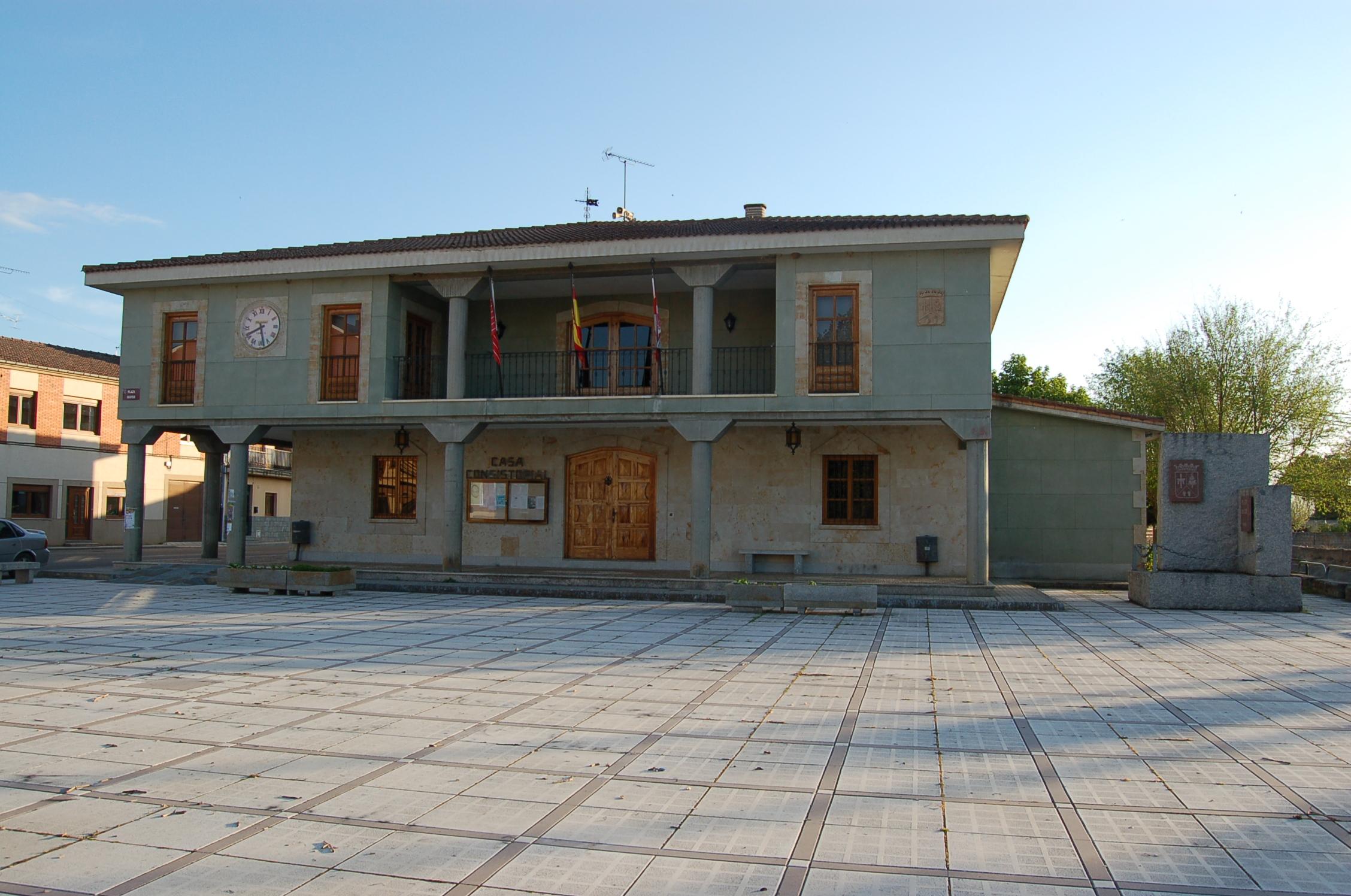
Rathaus

- Thomaskirche
- Rathaus